# Seu de Silves
La Seu de Silves és una antiga catedral situada a la ciutat i freguesia del mateix nom, al districte de Faro, a Portugal. L'edifici es degué construir damunt d'una antiga mesquita. Alçada al segle xv, l'antiga Seu de Silves té un estil sobretot gòtic, però també elements d'altres èpoques, perquè ha sofert alteracions al llarg dels segles. És l'edifici gòtic més important de l'Algarve i un dels principals monuments del sud del país. Ha estat classificada com a Monument nacional el 29 de juny de 1922.

## Història

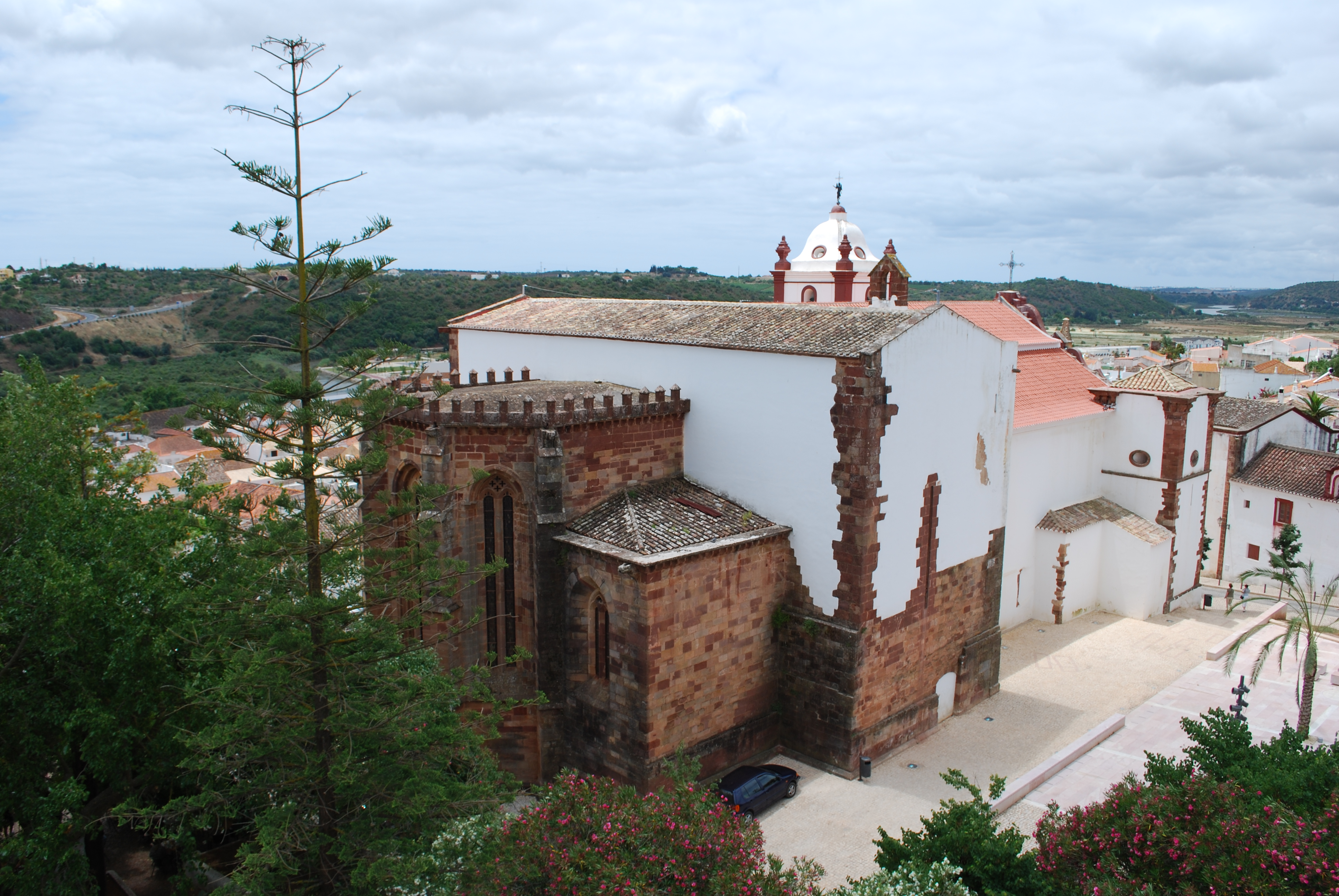
Vista exterior de la Seu de Silves, amb el transsepte i la capçalera gòtics

Els detalls de la fundació i construcció de la Seu de Silves són poc clars. El 1189, durant la conquesta cristiana, Sanç I prengué Silves als àrabs, i hi ha notícia que la catedral fou instituïda al lloc de la mesquita de la ciutat. Segons Teresa Gamito, els carreus que formen el basament de l'antic campanar, annex al cim nord del transsepte, estan molt més desgastats que els altres, i deuen ser més antics que l'edifici de l'església. Durant les excavacions arqueològiques, es trobaren vestigis d'una cisterna sota l'estructura de l'església, probablement de finals del segle XI o de principis del xii, que serviria a l'antiga mesquita, i que fou demolida durant la construcció de la catedral. A prop de la Seu aparegué una gran cisterna islàmica, que també degué servir per a abastir l'antiga mesquita.(1)
Aquest indret és molt ric en vestigis arqueològics del període musulmà: s'han descobert indicis de diverses estructures al carrer i a la plaça de la Seu, i a la plaça José Correia Lobo, possiblement amb funcions residencials, a més d'una necròpoli i espais excavats al sòl, que haurien sigut sitges o fosses sanitàries.
Maria José Gonçalves considera que la mesquita i l'aljama de Silves no estaven situades en la futura Seu de Silves, sinó a prop de la porta sud de la muralla islàmica.(4) Durant les excavacions al lloc on es construí la nova Biblioteca Municipal es descobriren fonaments i la inscripció «En nom de Déu, el Clement, el Misericordiós», que indiquen la presència de la mesquita i aljama allí.(4) Aquest edifici es construiria durant el període almohade, dins la <i>medina</i>, quan la mesquita deixà de tenir prou de capacitat per al nombre de fidels.(4)

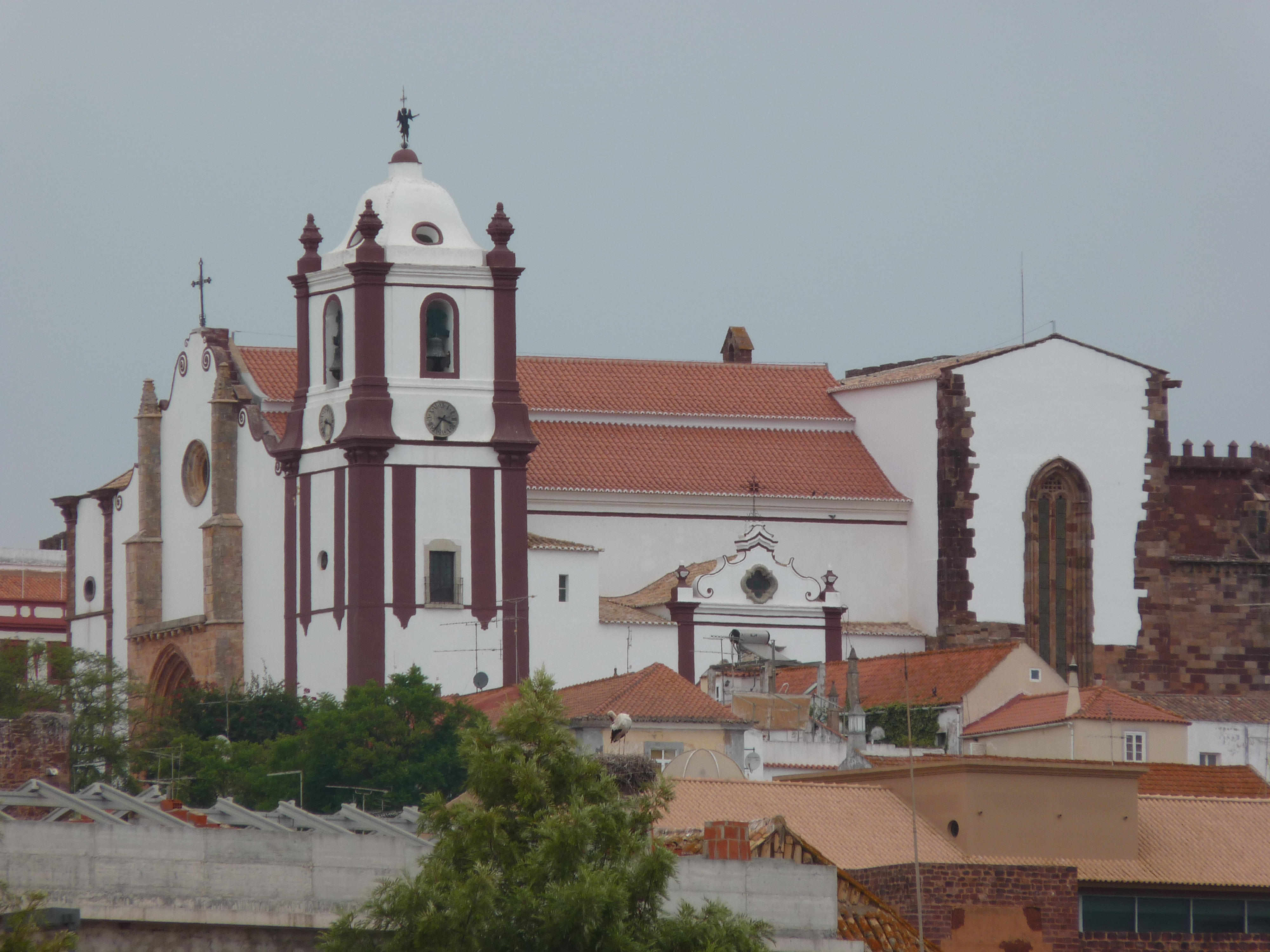
Vista de la Seu des del centre històric

La construcció de la catedral s'impulsà a partir del 1268, quan l'Algarve passa definitivament a la possessió del regne portugués, durant el regnat d'Alfons III. De la segona meitat del segle xiii data l'organització general de la capçalera i altres parts.(3) Les obres en foren lentes, i al segle xiv encara no eren concloses. El 1352-53, un gran sisme afectà la Seu en construcció.(2) Entre els segles XIII i XIV, la zona de la Seu s'utilitzava com a cementeri cristià.
A partir de la dècada de 1440 la drassana de la Seu pren embranzida, amb la simplificació del programa constructiu.(3) Com observa Mário Chicó, és per això que la nau té un caràcter més auster que la capçalera i el transsepte.(3) El portal principal, en un arrabà (element rectangular de pedra on s'insereix el portal), és format per un arc trencat compost per arquivoltes en graons. Els capitells són semblants als del Monestir de Batalha, edifici que influencià molt la catedral.(3)
El 25 d'octubre de 1495, Joan II va morir a Alvor: volia que el seu cos fos dipositat a la Seu de Silves, i després que les seues restes romangueren al Monestir de Batalha. Segons Garcia de Resende, fou sepultat a Silves.(7) El 1499, amb la presència de Manuel I a Silves, les restes mortals de Joan II es traslladaren al Monestir de Batalha, on van ser sepultades definitivament. Aquest esdeveniment és recordat en una làpida amb inscripcions gòtiques situada a la capella principal de la Seu, i possiblement a la Cruz de Portugal, un monument situat a l'eixida de la ciutat cap a Sâo Bartolomeu de Messines, que podria haver estat oferta per Manuel I el 1499.
El segle xvi va veure una decadència progressiva de Silves, causada en part per l'agradació de l'Arade i per la importància creixent de la zona litoral. Així, el 1538, el bisbe Manuel de Sousa demana la transferència de la seu de la diòcesi de l'Algarve de Silves a Faro, la qual cosa ocorregué al 1577, durant la gestió del bisbe Jerónimo Osório, un dels grans humanistes i teòlegs portuguesos.(9)
L'antiga Seu fou molt afectada pel terratrèmol de 1755 i va passar per diverses restauracions.(2) Aquestes obres estaven acabades al voltant del 1758, quan s'acabà la part superior de la façana principal, i la façana sud, amb el campanar.(3) A partir del 1931, l'edifici passa per un extens programa de restauració patrocinat pel DGEMN en què se n'enretiraren molts retaules, l'orgue i altres elements dels segles XVII i XVIII.(2) El 7 d'octubre del 1938, el <i>Diari de Lisboa</i> va alertar del dolent estat de conservació de la Seu, principalment els clivells de la teulada. La Direcció General d'Edificis i Monuments Nacionals va destinar alguns fons per les obres, però no foren suficients.(11)
A mitjans de la dècada de 2000, es feren excavacions arqueològiques a la zona de la Seu, en l'àmbit del programa POLIS de Silves, i s'hi descobriren vestigis d'estructures de l'època musulmana.(6) L'octubre del 2016, Ana Mascarenhas, tècnica de l'ajuntament, feu una conferència sobre les intervencions de restauració en les escultures de la catedral.
El febrer de 2017, el Programa Operacional CRESC Algarve 2020 aprova cinc candidatures de la Direcció Regional de Cultura de l'Algarve per a obres en monuments, incloent-hi la conservació del portal principal de la Seu de Silves. L'1 de febrer de 2018, la Direcció Regional de Cultura informa que ja havien estat acabades les obres de manteniment i recuperació del portal de la Seu.

## Característiques
La Seu de Silves és un temple de planta de creu llatina de tres naus i transsepte ixent. La capçalera és tripartida, amb una absis poligonal.(2) En l'interior les naus esglaonades tenen cobertura de fusta i estan separades per arcs apuntats amb pilars de secció octagonal, dotats de capitells. Les voltes de pedra del creuer i de les capelles de la capçalera són de volta de creueria. Tant el transsepte com la capçalera són il·luminats per finestrons de faisó gòtica.(2) 
És considerada per la Direcció Regional de Cultura com un dels principals monuments de l'Algarve per mantenir un estil principalment gòtic, tot i les diverses alteracions al llarg de la seua història.

## Galeria

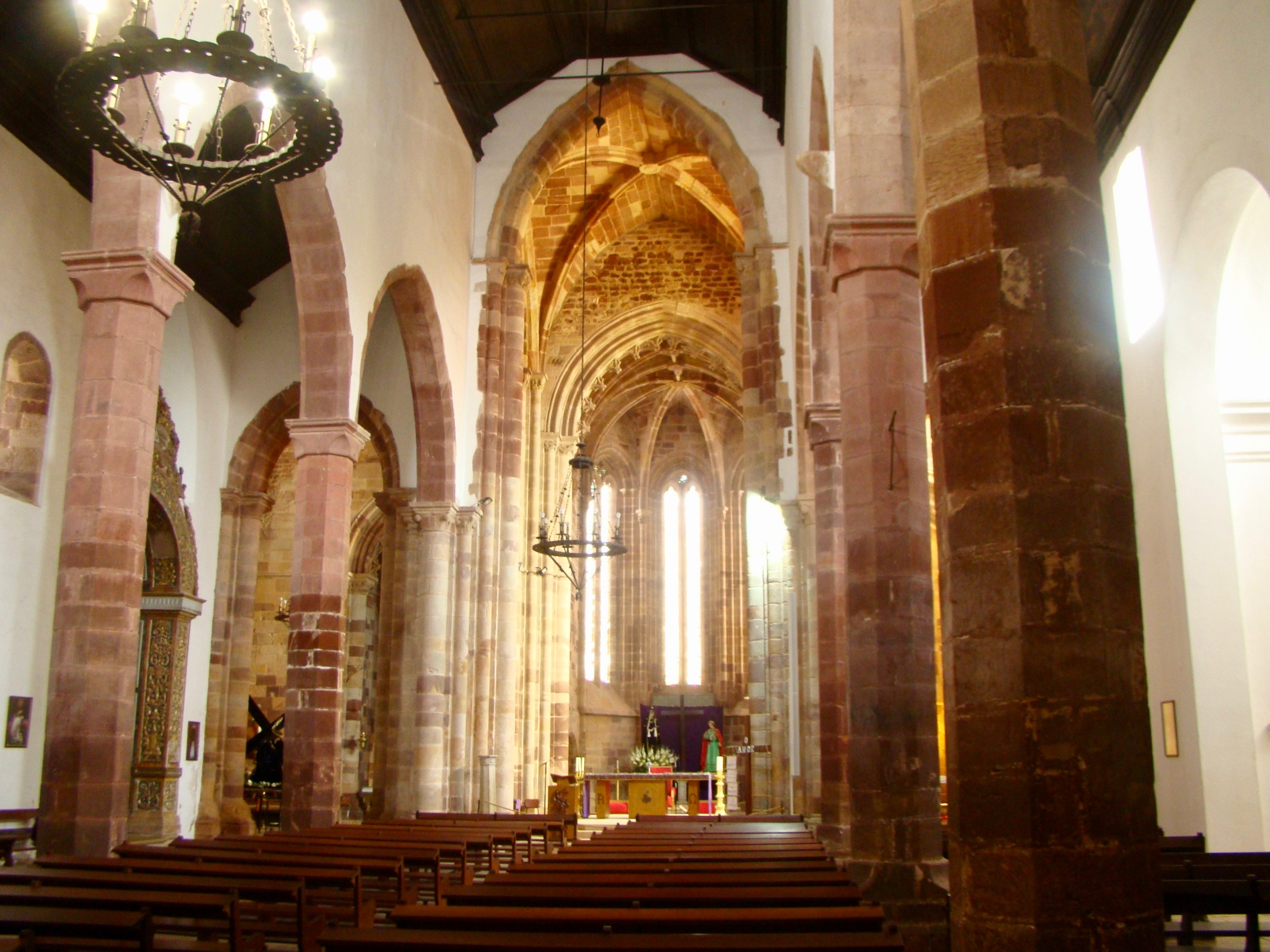
Vista de l'interior de la Seu de Silves
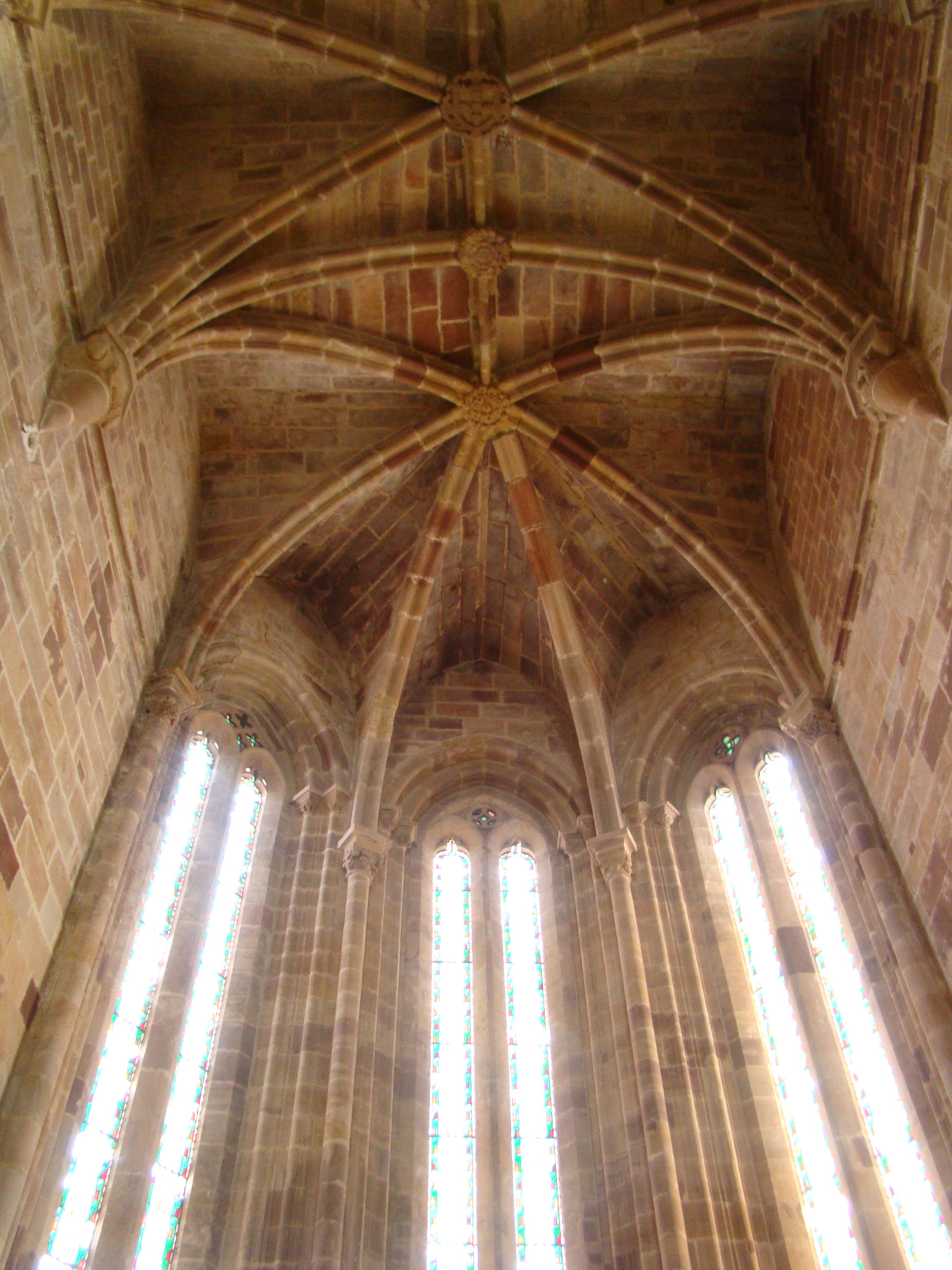
Cor gòtic de la Seu
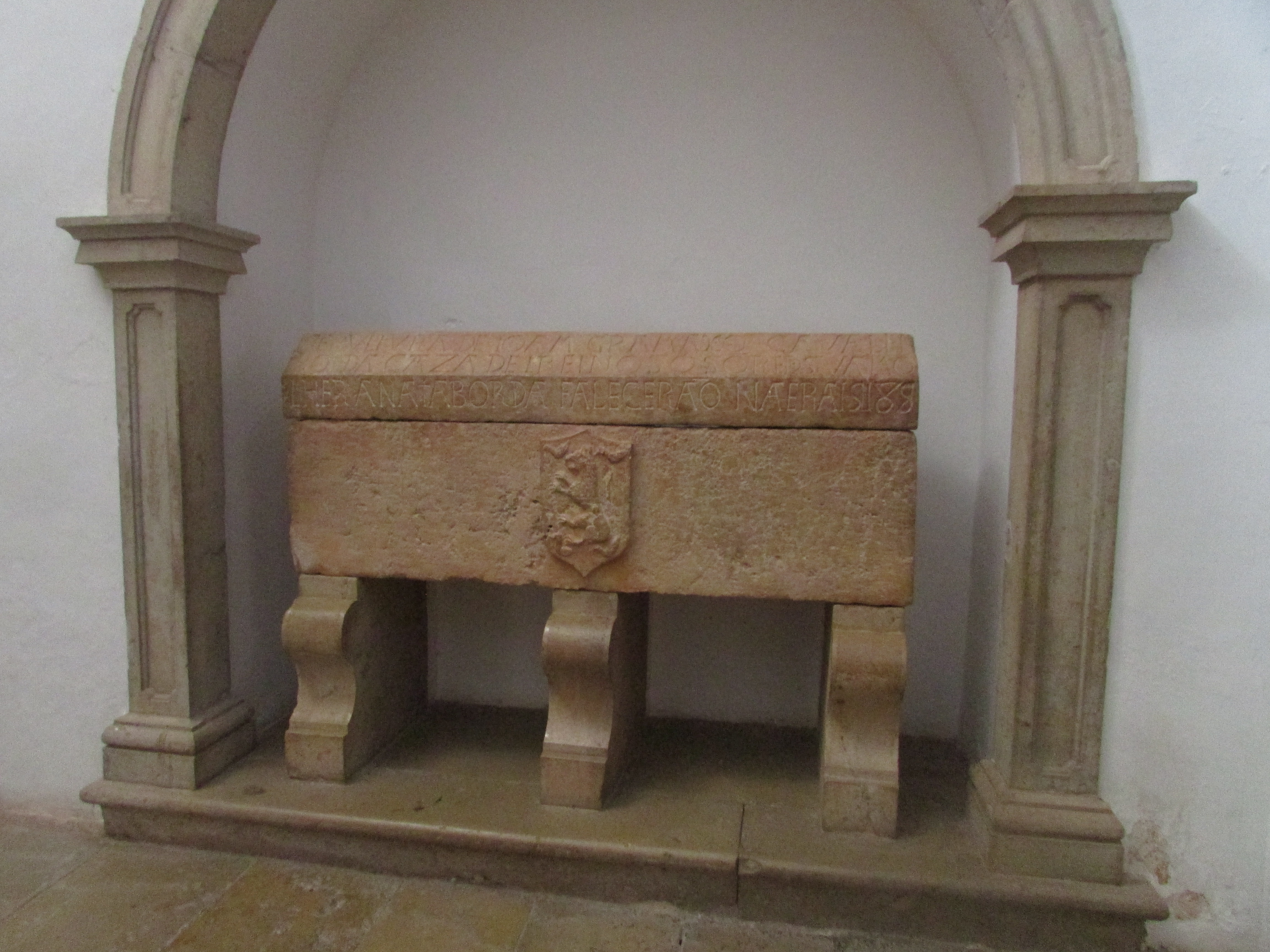
Sepultura de Joan Gramacho i la seua esposa Ana Taborda
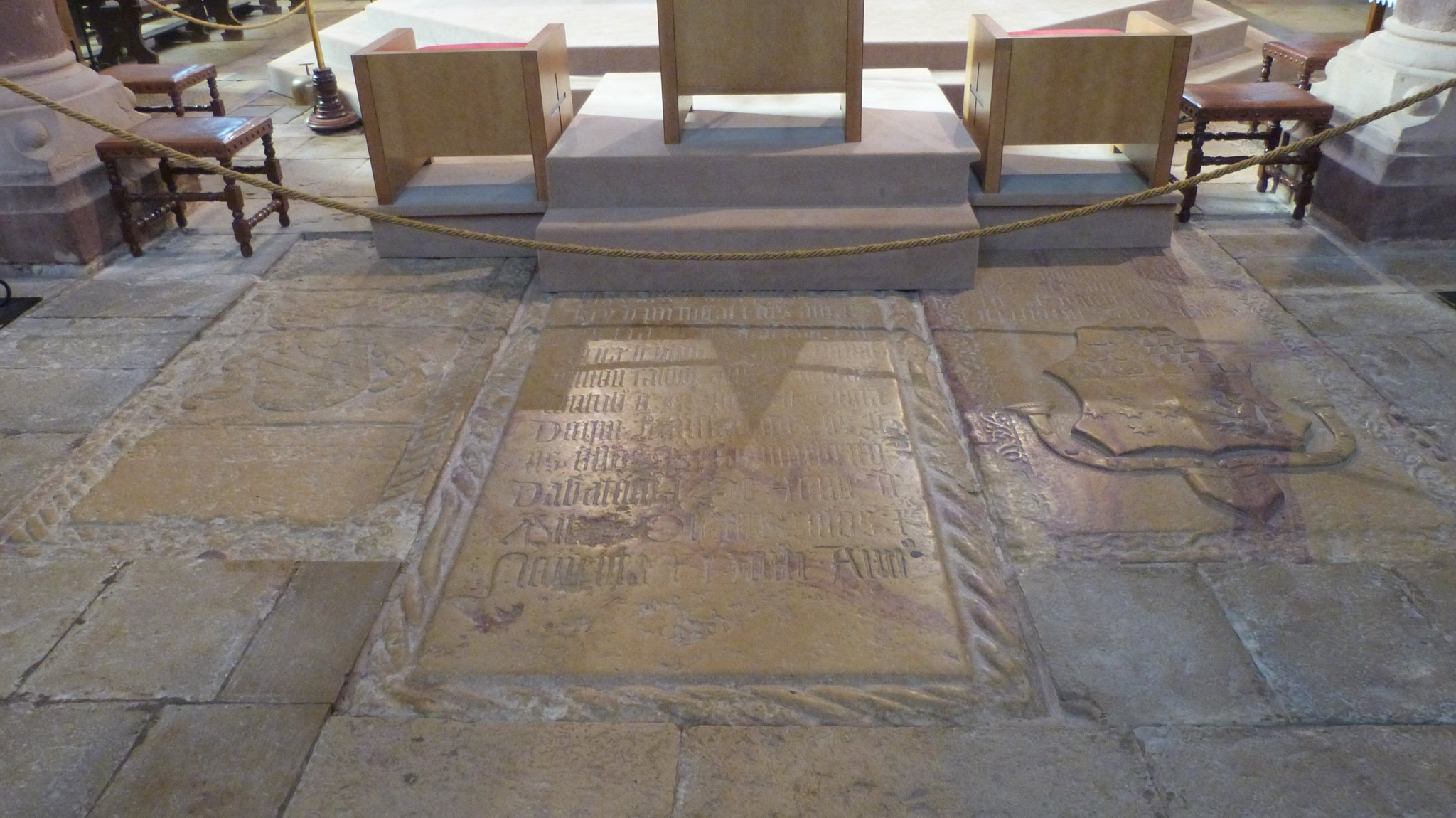
Túmuls de Vicente Guineu Viegas, del rei Joan II i del bisbe Fernando Coutinho
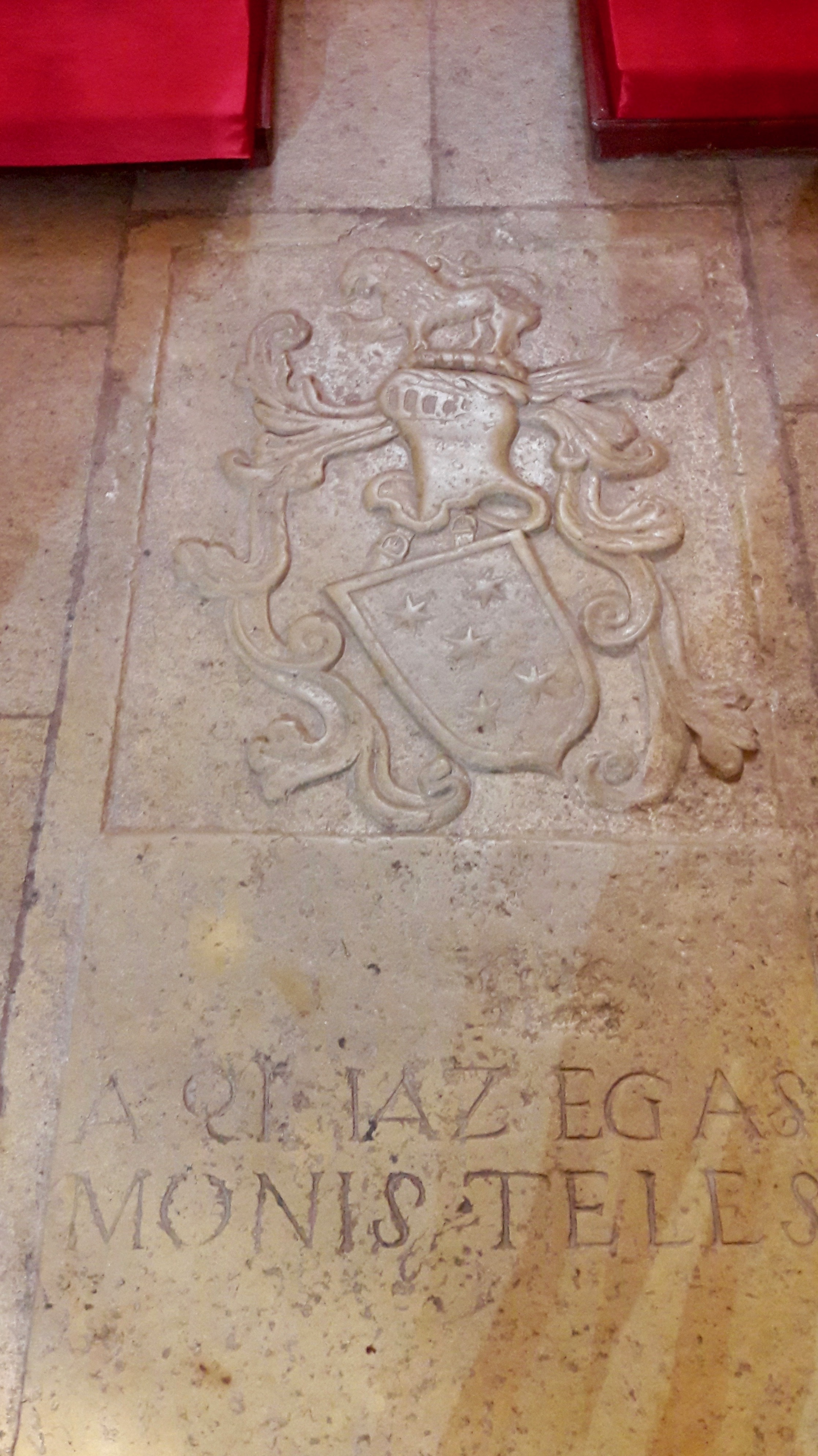
Túmul d'Egas Moniz Teles, la família del qual fou de les primeres a poblar l'illa de Madeira
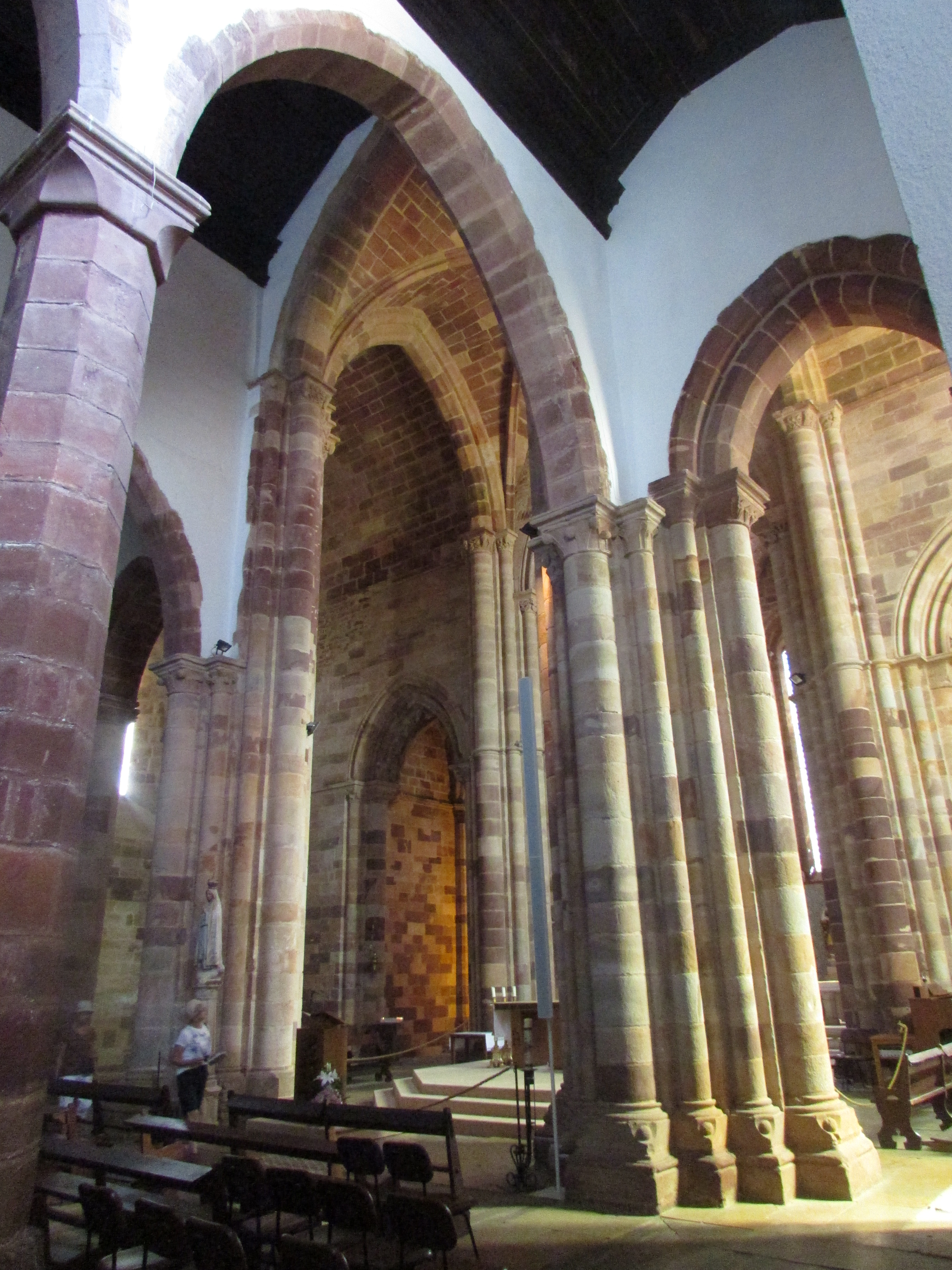
Detalls dels pilars
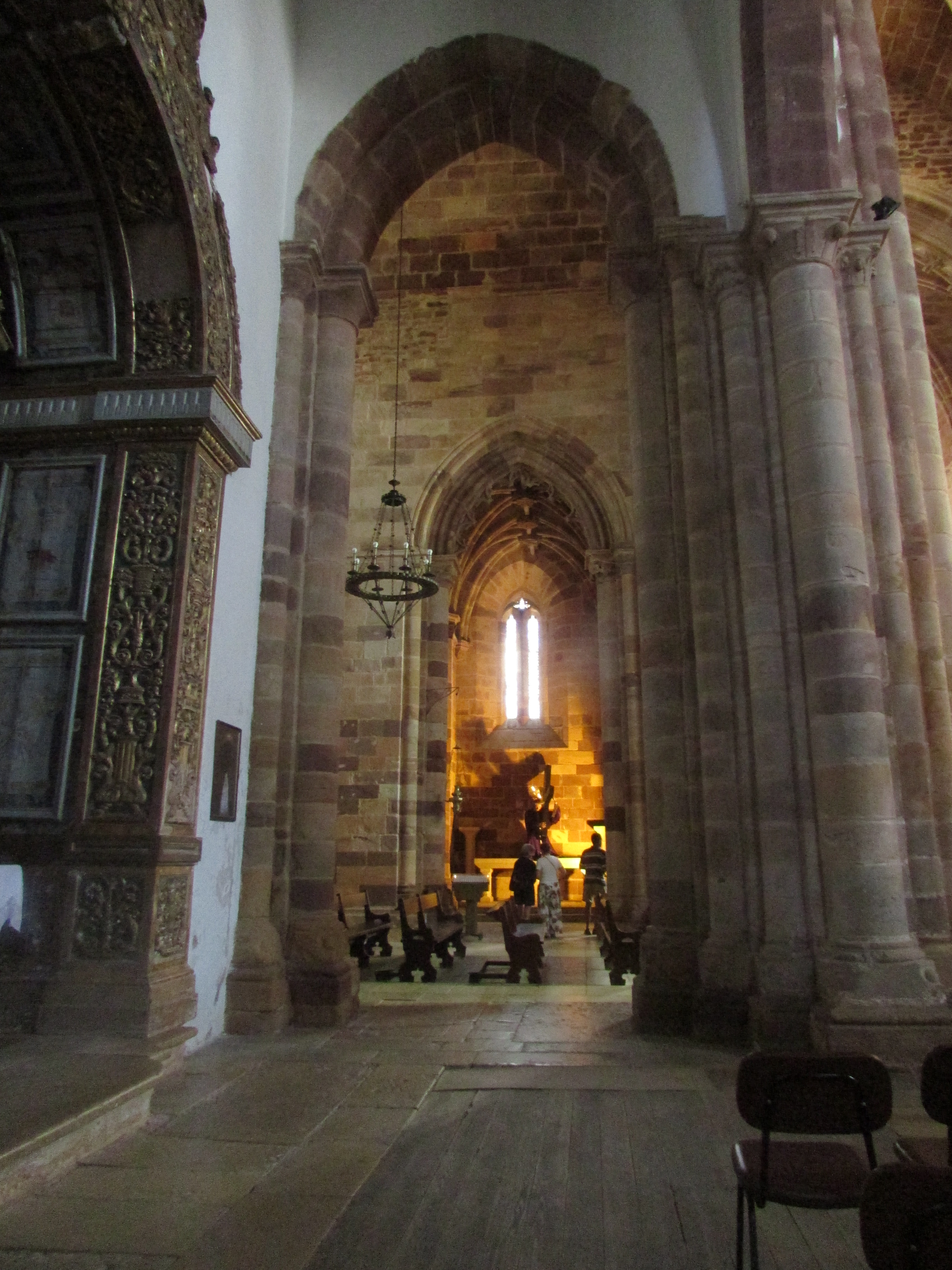
Capella de Nostre Senyor de les Estacions
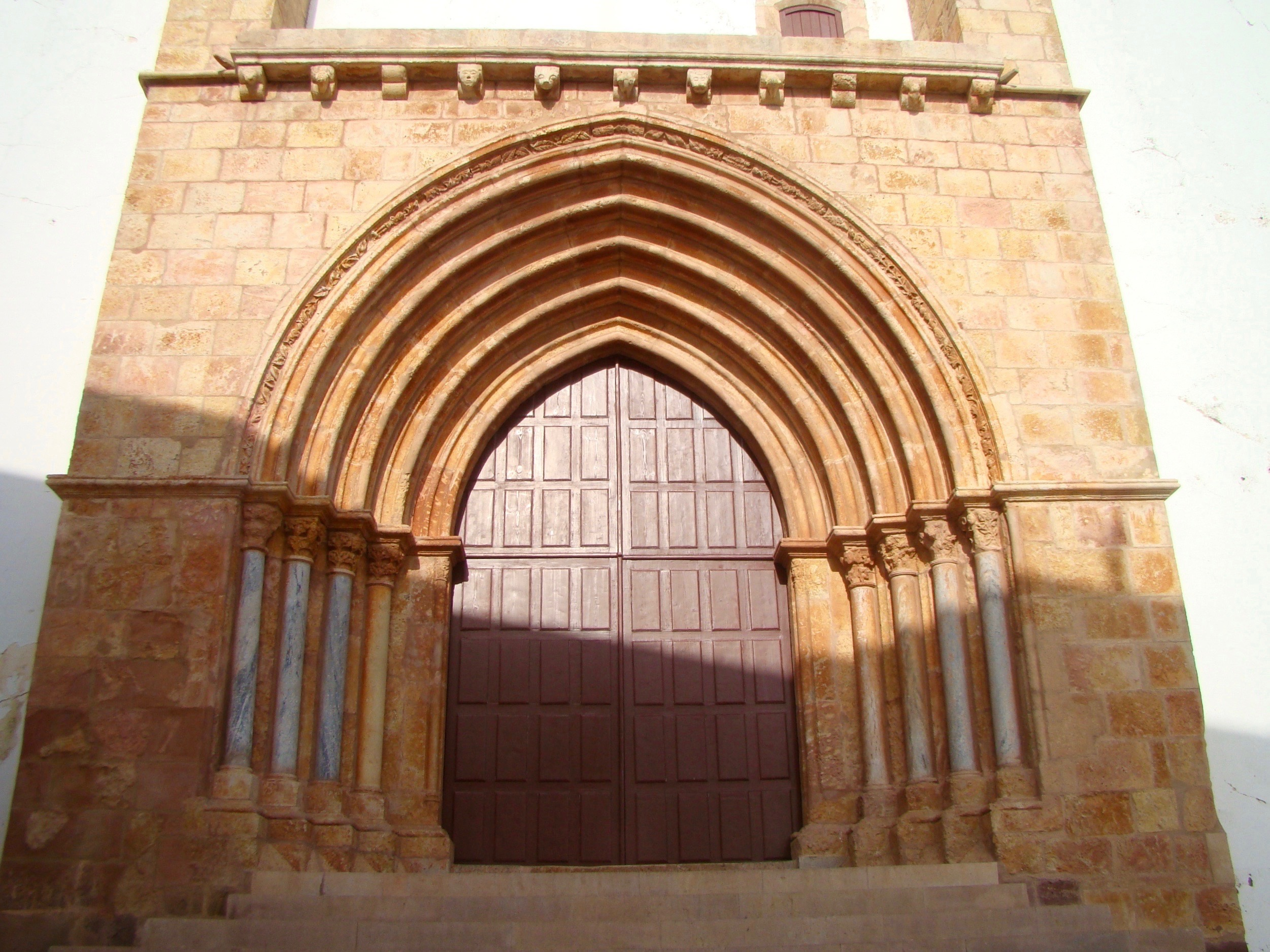
Portal principal
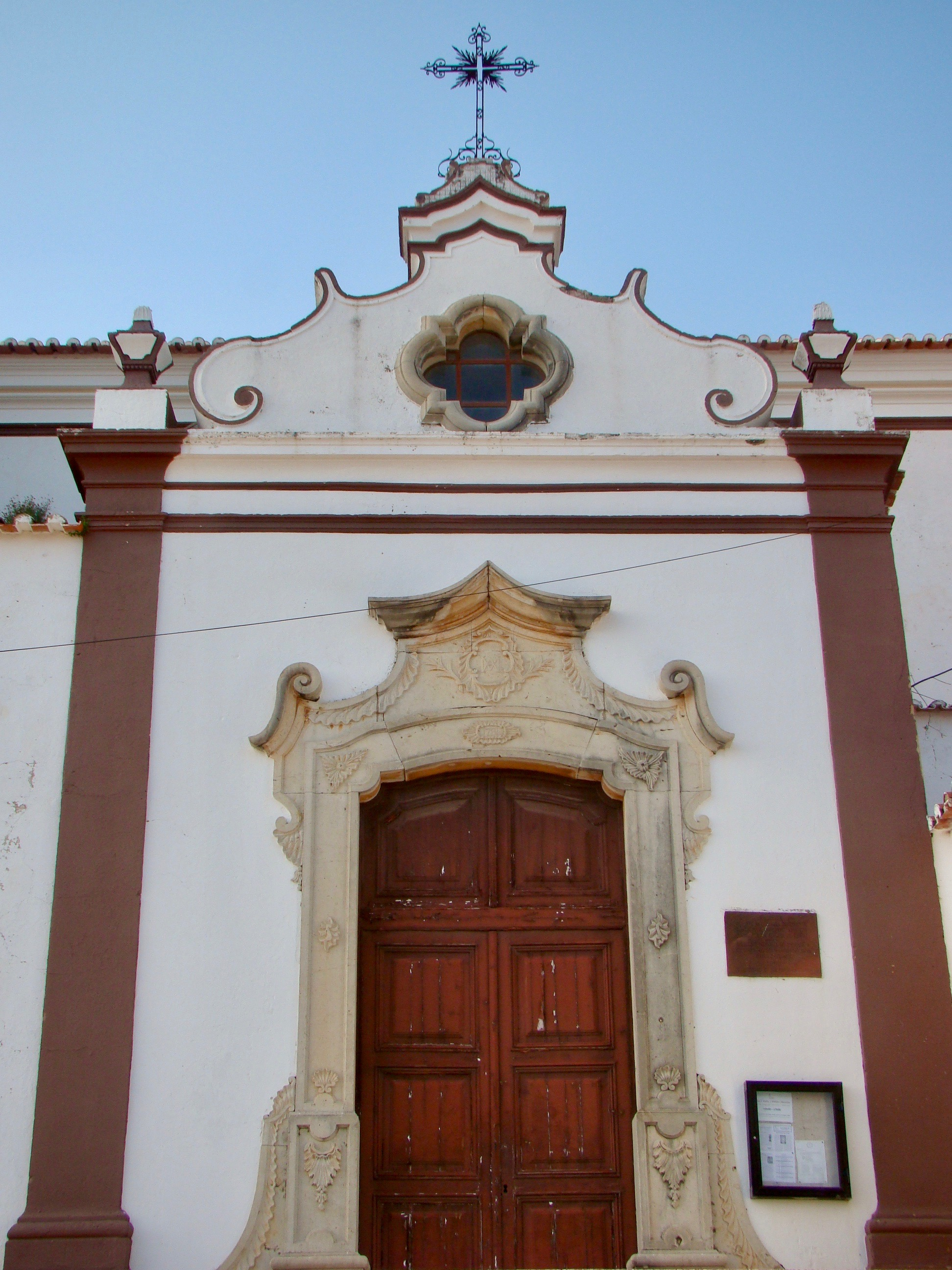
Portal lateral
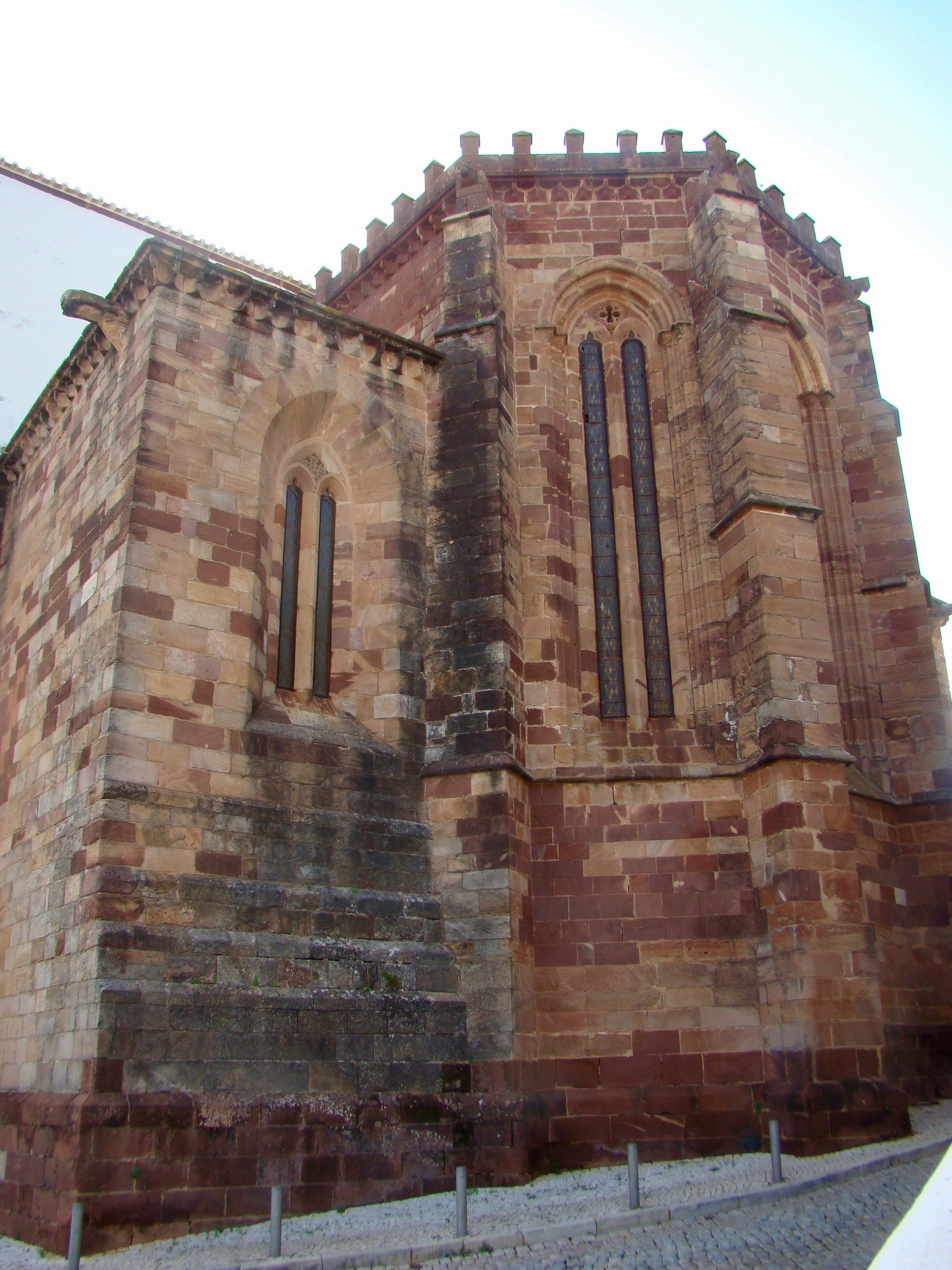
Vista lateral de l'absis gòtica